# Fidelismo en Pasto
El fidelismo en Pasto se refiere al movimiento socio-político y cultural presente en la Provincia de Pasto (Colombia) durante las guerras de independencia hispanoamericana, por el que se presento una intensa fidelidad al rey Fernando VII y al Imperio español, en momentos en que el resto de la región estaba en proceso de independizarse de España.
Si bien la Campaña de Pasto en marcó el fin de la autoridad española en esta provincia, esporádicamente se dan actualmente expresiones de reivindicación al realismo popular en las tradiciones de la región.

## Historia

### Orígenes

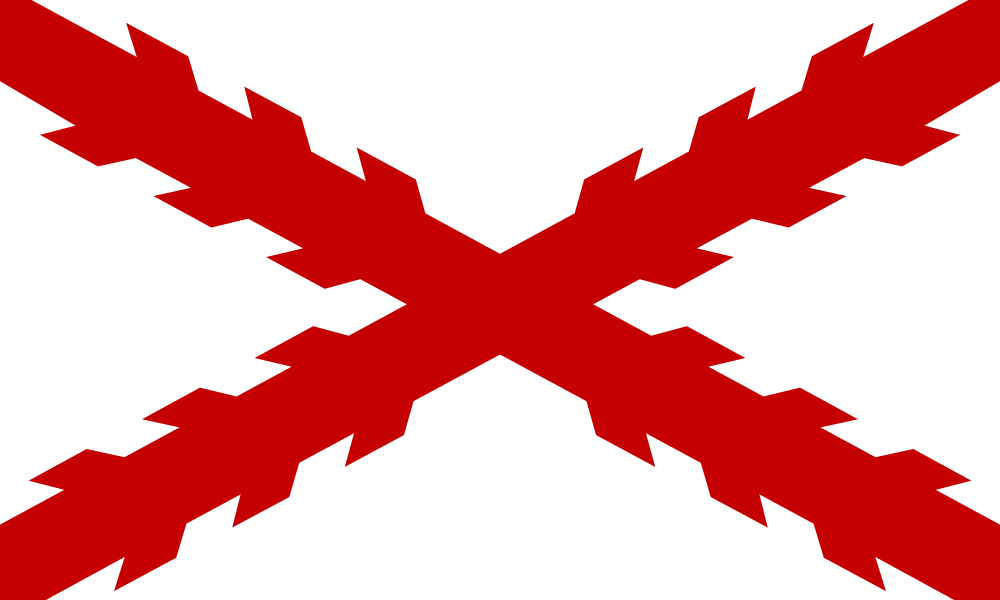
Cruz de Borgoña, estandarte enarbolado por los Realistas pastusos

Durante la Guerra de independencia de Colombia, el territorio de Pasto (Colombia) tuvo una muy marcada tendencia a apoyar el realismo hispanoamericano. La región estaba marcada por una fuerte cultura política basada en el Tradicionalismo político, donde la estratificación estamental y jerarquización social del Antiguo Régimen de España era visto como algo sagrado y deseable para no perturbar el orden social y las formas de vida locales basadas en el Pactismo entre los Vasallos y la Monarquía (donde cada persona tenía su lugar y propósito dentro del órgano social, donde los privilegiados tenían una serie de deberes sociales que cumplir ante los plebeyos del común). Dado que el proyecto revolucionario liberal ignoraba ese "pacto" implícito entre pueblo y estado, y mas bien buscaba desconocerlo y abolirlo para fundar un nuevo orden político basado en el Contrato social y las teorías de la Ilustración (altamente rechazadas por la mayoría del pueblo pastuso, percibiéndolas como herejías políticas contrarias a la fé católica y las buenas costumbres), la hostilidad de la población pastusa a los Ejércitos patriotas se hizo marcada irremediablemente, pues se generaba no solo una incompatibilidad en cosmovisiones socio-políticas, si no que también se presentaba el proyecto liberal como un proyecto riesgoso que atentaba contra las características económicas de la sociedad tradicional ante las aspiraciones de los terratenientes criollos y la pequeña burguesía urbana amparada en los caudillos independentistas (generándose un conflicto de intereses entre el mundo urbano mas libre-cambista y el rural mas proteccionista, como también entre los indios favorables al status quo corporativista y los criollos con aspiraciones oligárquicas). Frente a ello, la población pastusa percibiría el conflicto como una guerra de supervivencia de sus usos y costumbres, y una cruzada religiosa por la Unidad católica. Por lo tanto, Pasto se mantuvo leal al gobierno del Virreinato de Nueva Granada, y en su jurisdicción se formaron una serie de milicias que combatieron contra la emancipación americana en la zona sur de Colombia, y que en algunos casos también llego a intervenir en territorios actualmente parte de Ecuador y Perú. 
Siendo así, tras enterarse de las noticias de la conformación de la Junta de Quito, el Cabildo de Pasto juró defender al rey y la sagrada religión hasta «derramar la última gota de sangre en defensa de la Religión, del Rey y sus legítimas Potestades», por lo que los liberales de Quito llegarían a enviar a Manuel Zambrano para que adoctrinara a los pastusos con los ideales de la revolución y respondiera las acusaciones de que fuesen herejes ilustrados contrarios a la tradición escolástica (tratando de engañar a la población de las verdaderas intenciones liberales y roussonianas de la Junta a través de la Máscara de Fernando VII y la doctrina de Retroversión de la soberanía de los pueblos). Sin embargo, el Cabildo de Pasto, en contraste con la indiferencia o hasta simpatías filo-liberales de algunos cabildos regionales, decidió de inmediato publicar una banda que respondiera con firmeza los argumentos pseudo-escolásticos de los Quiteños que pretendían «seducir la fidelidad» de los miembros del Cabildo y los ciudadanos quienes habían «jurado el vasallaje a su Soberano y Suprema Junta». Fue así que en dicha banda del 16 de agosto de 1809 terminarían denunciando las «infames pretensiones» de la Junta de Quito, acusándolos no solo de estar propagando las ideas heréticas del Contrato social de Rousseau o de tener una lógica contradictoria en su supuesta lealtad a Fernando VII de España y la Monarquía Española mientras a la vez desconocían a las autoridades reales para instaurar autoridades propias arbitrariamente, si no que además arrogantemente los Quiteños reclamaban ilegalmente ser depositarios de la Soberanía nacional de todos los pueblos sin haberla consultado al resto de territorios cercanos (entendiendo dicho reclamo como un intento de invasión quiteña contra la soberanía pastusa protegida por la soberanía del Rey).

El 16 de agosto de 1809, cuando los vientos arreciaban en las calles de la ciudad, los ediles fueron convocados a sesión para atender, como pensaban, asuntos concernientes a la defensa de las dos majestades, Dios y el rey. En la sede empezó el ritual: cada cabildante de rodillas, recibía el pergamino, aún enrollado, lo ponía sobre su cabeza en señal de acatamiento y lo hacía circular. El protocolo tenía un significado claro: obedecer sin reparos, las órdenes de Su Majestad. Al comenzar la lectura los ediles se miraban unos a otros, horrorizados, según anotó el escribano en el acta. No era para menos. Se trataba de una invitación de la Junta Patriótica de Quito, constituida el 10 de agosto en cuyo texto planteaba postulados contrarios a su fe, como la soberanía del pueblo que, de acuerdo a su concepción, era un pensamiento sacrílego por cuanto, según su credo, el único soberano, por la gracia de Dios, era el rey. Su rechazo, por tanto, fue contundente.
Por acción de don Manuel Zambrano, enviado por la junta de Quito para instruir a los pobladores sobre el verdadero significado de la revolución, empezó a ganar adeptos. Enterado el cabildo, “para evitar el contagio,” convocó al pueblo por medio de bando, para demostrar “a las gentes rudas de los pueblos,” elaboró una proclama en la cual se puede ver, con claridad, cual era, en su esencia, el pensamiento del cabildo y, en general de la población. Para que nadie se quede sin enterarse, del contenido irreligioso del documento llegado de Quito y el sacrilegio cometido al conformar una junta que desconocía la soberanía del rey y proclamaba la soberanía del pueblo, convocó, por medio de bando, para el 29 de agosto, día que se leería la proclama y para demostrar “la perfidia y la tiranía” que encerraba el concepto de soberanía popular, concepto que, de entrada, calificó de “proposición escandalosa contra los preceptos de Dios y del Estado. La soberanía jamás recae en los pueblos y mucho menos en sólo el de Quito. Estos son sentimientos de regicidio sacrílego y asombroso,” -enfatizó-.
Eduardo Zuñiga Erazo

### Causas

#### El particularismo jurídico en el Derecho Indiano
El Derecho indiano durante la era virreinal fijaba que en los Reinos de Indias hispanoamericanos existían 2 Res publicas, la República de indios y la Republica de españoles, las cuales mantenían una diferenciación social derivada del origen étnico, en la cual existía una jerarquía social heredada y legitimada por la ley de los "Usos y Costumbres" (Derecho consuetudinario) de origen pre-colonial, por el cual los pueblos de indios (mayoría en Pasto) reclamaban que por derecho natural tenían su propia legislatura y deberes políticos ante el Estado que eran distintos a la de los blancos y acorde a las particularidades locales y Heterogéneas, siendo derechos únicamente reconocidos (no conferidas) por el Estado en el Pacto de vasallaje. En contraste, los ideales liberales querían abolir estas diferencias jurídicas para establecer el modelo de Igualdad ante la ley y así establecer la practica de una Ciudadanía fundada en un Contrato social que estableciese el Estado moderno, la cual confería los derechos según su voluntad Constitucional y fijando una legislatura y derechos políticos homogéneos para toda la población (fundamentándose en que imperaba como criterio de legislación la Racionalidad y no las Costumbres de la Experiencia Histórica).

Así se puede afirmar que la clasificación social de la población a partir criterios de origen étnico creó unas «identidades sociales y geoculturales», sobre las que se establecieron diferencias y distancias que dieron lugar a relaciones concretas de poder. Los censos de población de la jurisdicción de Pasto correspondientes a los años de 1779, 1780, 1788 y 179732 permiten definir las características de una sociedad tradicional, basada en una estructura social jerarquizada en 5 grupos socialmente diferenciados: 1) el estado eclesiástico, distribuido en seculares, regulares, legos y religiosos; 2) blancos, 3) indios, 4) libres de todos los colores y 5) esclavos de todos los colores.
(...)
Estas características permiten ubicar a la población desde dos grandes distancias sociales: la élite de poder local y «el bajo pueblo». La élite de poder local, en este caso, se caracterizaba por ser un grupo social pequeño formado por miembros de las redes familiares que ejercían el poder político
y económico en la ciudad y la provincia de Pasto. Según el investigador Dumer Mamián el poder estuvo concentrado y organizado en las familias de la Villota, de Santacruz, Muñoz de Ayala, Delgado, Burbano de Lara, Ortiz de Argueta, Zambrano, Rosero, Guerrero, Bucheli, Zarama, Astorquiza. Estos individuos hacían parte del clero y del gobierno local, se desempeñaban como miembros del Cabildo o Municipalidad y de la Junta de Provincia, eran individuos involucrados en actividades militares y comerciales. En este trabajo se hace referencia principalmente a miembros del gobierno local y del clero, como grupo dominante ostentaba características económicas y estatus superior, frente al resto de la población.
(...) Durante el inicio de la república, la élite de poder local y el pueblo continuaron compartiendo entre sí espacios cotidianos como las haciendas, la plaza principal, las tiendas o las calles de la ciudad
Viviana Chaves Martínez

Ante ello, la población pastusa entonces veía al nuevo régimen como algo artificial, ajeno y dependiente de abstracciones teóricas de la filosofía liberal que no comprendían ni les interesaba adoptar, queriendo los revolucionarios forzar un nuevo pacto entre la comunidad y el estado que logre unaHomogeneización cultural y jurídica a través de un contrato social "salido de la nada" (sin alguna continuidad con las instituciones tradicionales o las experiencias históricas, solo en base a supuestos ideológicos), cuyos Derechos y libertades serían establecidos de facto por los intereses de la burocracia que controlase el Congreso de la República (mayormente conformada por la Oligarquía criolla y el patriciado urbano burgués) que se autoproclamaba arrogantemente como depositaria de la Soberanía popular y la Libre determinación de los pueblos, sin respeto por la pluralidad política del vasto territorio que decían representar. Además, dado que la población pastusa era predominantemente indígena, influía bastante las sospechas de que el proyecto revolucionario en realidad solo representaba los intereses políticos de las elites criollas, considerándola entonces como algo foráneo y que además amenazaba la condición jurídica del indio como "indio" (el cual estaba sujeto a un régimen especial con sus propios Fueros basados en sus costumbres prehispánicas), distinto del "criollo" o el "negro" en materia de Deberes feudales, por medio de la ciudadanía "colombiana", esta ultima siendo vista como un intento discreto de abolir las protecciones jurídicas del indio como "menores de edad" en las leyes de indias (privilegios otorgados por la Corona por ser "Neófitos" a la Civilización cristiana, como la Exención fiscal de los impuestos de los blancos a cambio de solo pagar el Tributo indígena, la concesión gratuita de un abogado para la comunidad en el Protector de indios, el tener legislatura propia en el Cabildo de indios y los Cacicazgos de la Nobleza indígena, que se practiquen sus Usos y costumbres en las Corporaciones coloniales, etc), para así terminar forzando a todos súbitamente a vivir solo con los deberes políticos de los criollos, los cuales eran mas pesados económicamente y difíciles de asimilar culturalmente para los no-criollos. La resistencia de indios y negros a aceptar la Igualdad ante la ley con los integrantes de la republica de españoles [los criollos], para mas bien mantener las diferencias jurídicas de las castas coloniales, fue un fenómeno masivo entre comunidades controladas por guerrillas realistas populares, y que paso desapercibido por la Historiografía latinoamericana dominante (influenciada por Historicismos nacionalistas y liberales) que usualmente lo descalifico como una incoherencia en el proceso y la narrativa histórica por la "Irracionalidad" de los indios y negros.

En medio de esa abigarrada e inestable situación emergieron, entre otras acciones colectivas, la participación de las comunidades indias en las guerras de independencia. Los pueblos indios no actuaron en esta coyuntura de manera unificada, como no lo hicieron tampoco los demás sectores de la sociedad colonial. Mientras una parte de ellos optó por la fidelidad a la monarquía, hubo también quienes se inclinaron por la independencia. De hecho, estos últimos han merecido siempre mayor atención de la historiografía nacionalista latinoamericana, partiendo del supuesto de que fueron ellos los que actuaron en concordancia con las tendencias políticas más avanzadas y con los intereses más altos de las patrias en gestación. Este punto de vista, dominante en la historiografía tradicional, suele asumir una perspectiva eminentemente moral para calificar, desde un interesado maniqueísmo nacionalista, la conducta de estos grupos de indios patriotas como políticamente correcta y por consiguiente digna de todo elogio. En contraste, a los “indios realistas”, cuando no fueron condenados abiertamente, se les reprochó siempre su rudeza, fanatismo e incapacidad para comprender “lo que más le convenía a la patria” y, en cambio, empeñarse en defender a sus tradicionales opresores.
En realidad, la historiografía nacionalista tradicional colombiana se ha preocupado poco por comprender y mucho menos por explicar las causas objetivas y subjetivas de la rebelión de los indígenas contra el proyecto republicano criollo.

##### Factores económicos antitéticos con el capitalismo
Pasto era una región rural en la que predominaba una Economía agraria basada principalmente en la propiedad de la tierra y la integración corporativa entre los distintos oficios (como el trabajo en las Minas, la Agricultura, el Comercio con Quito y Popayán, etc) que los hacía interdependientes entre si a los privilegiados y a los siervos, lo cual inspiro una reacción aristocrático-feudal contra la revolución liberal-burguesa. Además, dado su carácter de ser una ciudad estratégica geográficamente entre los Virreinatos de Nueva Granada y del Perú (por ser un paso obligatorio de escala para los comerciantes de Quito y Sudamérica con los de Popayán y el Caribe-Centroamérica), había una integración comercial de Pasto con todo el Imperio español que era mucho mas intensa que otras poblaciones aledañas, y con ello los proyectos separatistas eran inconvenientes por perturbar el circuito comercial andino-transoceánico del que eran beneficiarios los pastusos al mantenerse la unidad política de la Hispanidad.

Esto definió las características de una sociedad principalmente agraria que dio continuidad a las relaciones de poder y dominación entre propietarios, poseedores, arrendatarios, pequeños comerciantes, amos, mayordomos, jornaleros, sirvientes y esclavos.
Las transacciones comerciales se hacían en pequeña escala con las ciudades de Popayán y Quito y como paso obligado con la villa de Ibarra. Pasto al tener las características de una ciudad intermedia, cumplió el papel de comunicar y por ser paso obligado entre lugares de influencia cercanos como la provincia, sus alrededores y otros puntos más estratégicos como Barbacoas o Tumaco, y también en el flujo de las relaciones familiares y comerciales que sus habitantes habían establecido con Quito y Popayán desde la época colonial.
Por la ciudad pasaban productos comerciales y de consumo procedentes de España e Inglaterra, en la carrera de Panamá, Guayaquil, Quito y Popayán, entre estos: vino, telas, paño de corte, raso blanco, sombreros (de Lima), botones, medias inglesas (para mujer y hombre), lanilla blanca, bayeta amarilla y morada (de Castilla), ropa del país, peines, lienzos, otras mercancías extranjeras.
Viviana Chaves Martínez

Para las fases finales de las Campañas del Sur, el fidelismo en Pasto se había tornado en una lucha de supervivencia económica frente a las ruinas de la guerra, intensificadas por las políticas deliberadas de Simón Bolívar y otros caudillos republicanos para lograr asfixiar económicamente a los pastusos  en una Guerra a muerte (a través del saqueos a las haciendas, robos de ganado, cosechas y cuanto fuese útil para el mantenimiento de los ejércitos patriotas) para que acepten someterse a la Constitución de la República de Colombia de 1821, o ser castigados brutalmente de manera general por su resiliencia (como el infame caso de la Navidad Negra, así como futuras contribuciones forzadas en soldados y dinero para la Gran Colombia). Para paliar la crisis económica, el Cabildo de Pasto convoco el 8 de mayo de 1821 la realización de una Junta para deliberar políticas económicas que ayuden a suavizar la situación de la Renta del Estado, lo que incluyo la aplicación de contribuciones fiscales a todos los habitantes (inicialmente voluntaria y luego impuesta, aunque bajo previa consulta popular de las cuotas a fijar), sin importar si fuesen militares, clérigos, monjas, religiosos o privilegiados, siempre que se considerasen capaces de darlo. Se hizo mucho énfasis en dicha Junta que una buena parte de dichas contribuciones de la población sería invertida en abastecer al Ejército realista para la defensa de la ciudad y el orden virreinal (de lo cual no hubo oposición alguna, si no un consenso general de que era una necesidad prioritaria, incluso entre los privilegiados, ante lo percibido como una guerra de supervivencia).

Debido al desgaste de la guerra, la resistencia y la violenta imposición del nuevo orden de gobierno, la situación económica de la ciudad y sus habitantes no era la más favorable, atravesaban una época de crisis. Las necesidades de defensa de la ciudad y la guerra llevaron a la creación de una «junta de protección» para el sostenimiento de las tropas, fue dirigida por el obispo Salvador Jiménez de Enciso, el objetivo de esta junta era recaudar dinero y bienes de los individuos económicamente más «pudientes», en palabras del obispo: «los vecinos pudientes se prestan gustosos al suministro de los alimentos de la tropa, a cuyo efecto hemos instalado una junta de protección de orden de este Señor Gobernador, para proporcionar los abastos compuesta de los principales sujetos de la que se me ha hecho presidente». Como lo afirma Margarita Garrido, la formación de Juntas obedecía a una tradición hispánica establecida para enfrentar los problemas locales.
(...) En Pasto el cobro de los «prestamos públicos», por parte de las autoridades monárquicas puso en evidencia la presión, la crisis y el desgaste económico generado por la guerra. La ruina que experimentaban los habitantes de la ciudad se expresaba en el incumplimiento de los pagos que debían realizar en calidad de préstamo, las contribuciones al sostenimiento del ejército, las obligaciones tributarias, impuestos, el pago de censos y capellanías, lo cual derivó en más multas, e incluso en pleitos judiciales motivados por el incumplimiento de los pagos en la compra y venta de propiedades, el arrendamiento de tierras y el pago de funcionarios del gobierno. La guerra afectó las actividades agrícolas, mientras sus habitantes se defendían, eran sometidos, masacrados, reclutados y desplazados de una guerra a otra, no había tiempo ni manos para trabajar la tierra, los molinos, los tejidos, los dueños de pequeñas propiedades no tenían los medios para poner a producir la tierra.
(...) Miembros de la élite y el pueblo se vieron afectados por las medidas tomadas por Bolívar relacionadas con la confiscación de sus bienes, la imposición de contribuciones económicas, impuestos, préstamos, la expulsión de la ciudad y el pueblo en calidad de prisionero pasó a formar parte del ejército republicano. Una vez Pasto fue incorporada al gobierno republicano, sus habitantes fueron sometidos a grandes cargas tributarias, pues estas constituían una fuente económica importante para la insolvente república, el argumento principal para imponer nuevas contribuciones era, no solamente la necesidad de lograr la pacificación de la ciudad, sino también «ocurrir a los gastos indispensables de la expedición» de Simón Bolívar en la campaña libertadora de Perú.
Viviana Chaves Martínez

##### Cuestiones socio-culturales y religiosas
La población pastusa vivía alejada de las innovaciones sociales y de las teorías modernizantes surgidas del Humanismo secular y la Ilustración, puesto que en la región no se dio difusión sobre los libros de pensadores Ilustración francesa, como René Descartes, Voltaire, Montesquieu, Denis Diderot o Jean Jacques Rousseau, ni llegaron a presentarse periódicos que dieran muchos detalles sobre la independencia de los Estados Unidos y menos del contenido de su Constitución basado en las ideas Liberales. Además, tras la Expulsión de los jesuitas de España de 1767, hubo una censura a la Ilustración católica (predominantemente en las bibliotecas jesuitas clausuradas) que intentaba conciliar los principios de la Modernización política con la Escolástica de la Escuela de Salamanca (arguyendo que los principios liberales del Contrato social aparentemente estaban presentes en la doctrina del Tiranicidio de Francisco Suárez, Juan de Mariana y Luis de Molina). Mucha influencia tenía al respecto el obispo de Popayán, Salvador Jiménez, quien (tras ser exiliado en Pasto por las medidas anticlericales de las Provincias Unidas de la Nueva Granada) exhorto al pueblo que sean leales al Antiguo Régimen de España con las siguientes palabras: “Son herejes y cismáticos detestables, los que pretenden la independencia de España; así los que defienden la causa del rey, combaten por la religión, y si mueren vuelan en derechura al cielo”.

José Rafael Sañudo y Sergio Elías Ortiz que estudiaron a través de los testamentos los libros existentes en las estanterías de las familias más importantes son en un noventa por ciento religiosos. El único libro revolucionario, sobre todo en el campo de la literatura, fue el Quijote de la mancha, de Miguel de Cervantes Saavedra (...) Pasto, en el siglo XIX, en víspera de la revolución de independencia, continuaba atada a la ideología impuesta por España desde la conquista y afianzada durante el periodo colonial por una legión de doctrineros y el cabildo. Sus habitantes eran fieles a la doctrina según la cual Dios, por intermedio del Papa, le había otorgado el poder soberano al monarca y que, por esta razón, se le debía obediencia y fidelidad. A esta filosofía medieval se agregaba la necesidad perentoria de ganar la gloria eterna acatando los cánones de la Iglesia, temiendo a Dios, obedeciendo al rey y a las autoridades constituidas. El cabildo, a su vez, se encargaba de controlar las desviaciones religiosas y de orientar la moral pública. (...) Los pastusos, armados de esta ideología, para ellos justa y verdadera, enfrentaron a los patriotas usando la religión como arma política: la élite, apoyada por el clero, acusó a los patriotas de ser enemigos de la religión.
Eduardo Zuñiga Erazo

Por lo tanto, la población tenía una concepción sacralizada de la Monarquía tradicional, basada en los principios escolásticos de la alianza del trono y altar en la filosofía política católica (formulada en el Reinado social de Jesucristo). Ante ello se concebía como inaceptable la abolición de la institución monárquica, pues el Rey era visto de manera paternalista como el Procurador del pueblo y padre protector de sus vasallos y las buenas costumbres (Derecho consuetudinario basado en las tradiciones locales amparadas en el Derecho indiano), un garante del correcto funcionamiento del orden social y del buen gobierno (pactos implícitos entre la Monarquía y la Sociedad contenido en las Leyes de Indias y otras Leyes fundamentales del Reino amparados en el Derecho natural), así como una espada de la Iglesia contra los enemigos de Dios (teniendo el Rey deberes que cumplir con la Moral Natural y la Ley eterna de origen divino). De modo análogo a la Contrarrevolución de la Vendée o las zonas predominantemente realistas de otras parte del Imperio español (como la Nueva España o El Perú), esta super-estructura ideológica de la Sociedad Tradicional genero las condiciones necesarias para el desarrollo de una Contrarrevolución legitimista sostenida por una insurgencia popular con espíritu Reaccionario Anti-Modernista. Aunado a esto estaba la cultura aristocrática del Honor entre la población, por el que se consideraba como inaceptable entre el pueblo la idea de cometer el delito de Lesa majestad, pues eso involucraba estar traicionando los Juramentos de lealtad al Rey y sus instituciones de Cuerpos intermedios (como el Cabildo colonial) que realizaba el pueblo en el Pacto de Vasallaje, puesto que el pecado de la traición implicaría una mancha en la Limpieza de sangre y del espíritu, tornándose en un signo de deshonra en la persona (o la colectividad) por no cumplir con su palabra. Consecuentemente, los pastusos reforzaron su desconfianza a las Juntas de Quito y Bogotá por considerar que toda la comunidad Quiteña y Colombiana no poseían honor y que con su complicidad a la revolución se habían vuelto unos traidores al Rey, la Patria (pues había un sentimiento de Panhispánico en la población como "Español de América", por lo que veían a los separatistas como traidores contra la nación) e incluso a Dios (dadas las condenas hechas por la Jerarquía de la Iglesia católica a las Independencias en Bulas Papales como Etsi longissimo terrarum). Todo ello devengo en una hostilidad feroz a los Ejércitos patriotas como si fueran "Anticristos republicanos" y cuyos dirigentes políticos no eran hombres de palabra ni de honor, por tanto, indignos de encarnar principios del buen gobierno según el Orden natural.

"como ha advertido Brian Hamnett, no hay que dejarse confundir por la apariencia monarquista de las rebeliones indígenas, pues esta pudo no ser más que el mascarón que ocultó el estallido de tensiones locales inveteradas y no resueltas. Según sus propias palabras, “la Iglesia y el rey no eran símbolos de conformidad sino de resistencia" (...) El modelo analítico que plantea Hamnett para explicar la insurgencia revolucionaria en México incluye un conjunto de hipótesis relevantes no solo para el caso novohispano, sino prácticamente para todo el ámbito hispanoamericano y también, por paradójico que parezca, parece plausible para entender la reacción antirrepublicana. Al fin y al cabo, para Hamnett la contrarrevolución es también una manifestación de insurgencia, solo que reaccionaria. El modelo de Hamnett toma en consideración los aportes conceptuales de los teóricos y estudiosos de la revolución, la contrainsurgencia, el bandidismo social, la contrarrevolución, etc. Su propio modelo, construido para el análisis de la insurgencia revolucionaria en la Nueva España, incluye y discute las variables y propuestas que juzga pertinentes para su particular objeto de estudio. En general podría decirse que el modelo de Hamnett coincide con el empleado por Charles Tilly para analizar la contrarrevolución en Francia, en cuanto a que implícitamente admite: 1) que la contrarrevolución “es una parte esencial de la revolución”; y 2) que la insurgencia se polariza regionalmente según la siguiente correlación: a mayor dinámica social (o avance del proceso de modernización capitalista), mayor propensión a la insurgencia revolucionaria. A mayor estática social (predominio de una estructura económica y social tradicional y rígida), menor efecto de la insurgencia revolucionaria y mayor propensión a la insurgencia contrarrevolucionaria. Según Hamnett, este modelo explicativo valdría tanto para la Francia de la Gran Revolución y la Contrarrevolución vendeana estudiada por Tilly, como para la Nueva España de los tiempos de la insurgencia independentista
Jairo Gutiérrez Ramos

El historiador Gerardo León Guerrero ha introducido un nuevo elemento para el análisis del realismo pastuso: el honor, privilegio propio de la nobleza sin mancha de sangre. Dice él: “el honor inducía a la fidelidad y al servilismo; apartarse de las conductas propias de un hombre de honor, equivalía a la deshonra y causaba rechazo entre sus pares. Al honor se unía el sentimiento de pertenencia a España. Según su modo de pensar, la metrópoli y las colonias conformaban un todo indivisible y, en tal virtud, los feudalistas de América, entre ellos los pastusos, podían sentirse tan españoles como los nacidos en la Península y, en tal virtud, era obligación luchar por mantener la unidad con la Madre patria, la patria de los mayores.
Eduardo Zuñiga Erazo

Ante ello, se presentaron unas fuertes contradicciones dialécticas entre los principios políticos de la Filosofía moderna que determinaban el ser social del Colombiano y los Patriotas, y los de la cosmovisión tradicionalista y la ortodoxia católica que determinaban el ser social del Pastuso y los Realistas.

En este sentido, se puede afirmar que el imaginario republicano, fundamentado en los principios modernos de libertad e igualdad, era incompatible con la realidad social y económica de Pasto y su jurisdicción (...) Estas características en su conjunto permiten mostrar la relevancia de abordar el proceso de conformación del nuevo Estado, desde la particularidad de las condiciones históricas y políticas propias de la sociedad pastusa, lo que definía un ritmo distinto a aquello que la historia tradicional y de la élite buscó legitimar.
Viviana Chaves Martínez

## Supervivencia
Pese a la derrota de los realistas pastusos y quiteños tras la Batalla de Pichincha, los pastusos mantuvieron un espíritu contrarrevolucionario a traves del desarrollo de guerrillas realistas que continuaban la lucha por el Rey. Así, el 8 de junio de 1824, un improvisado ejército de indígenas y campesinos pastusos inició una insurrección contra el Gobierno militar del coronel Juan José Flores, en simultaneo la guerrilla del caudillo realista José Benavides se mantenía en actividad incluso en 1825, hostigando al ejército republicano y asaltando en los caminos que unían a Pasto y Popayán con Quito y El Perú.
Mas adelante, durante la Disolución de la Gran Colombia, el caudillo José María Obando se rebeló en 1828 contra Simón Bolívar desde el Departamento de Popayán, y para lograr sumar al Departamento de Pasto a su insurrección, hizo proclamas a los indios pastusos que él pretendía luchar por el Rey y por la religión católica. Inicialmente lograría sumar a unos 3000 pastusos, pero al poco tiempo la población logro notar que sus discursos eran engañosos y que nomas era un vil intento de manipulación de masas para fundar una República del Cauca en vez de luchar por la causa católico-monárquica, y consecuentemente se dieron deserciones masivas que provocaron la rendición de Obando en Saraguro.

## Véase También
- Agustín Agualongo
- Sebastián de la Calzada
- Basilio Modesto García
- Campaña de Pasto
- Fidelismo en Chiloé
- Ejército Real del Perú